# Titanoeca lehtineni
Titanoeca lehtineni är en spindelart som beskrevs av Victor Fet 1986. Titanoeca lehtineni ingår i släktet Titanoeca och familjen stenspindlar. Inga underarter finns listade i Catalogue of Life.